# 矮簇补血草
矮簇补血草（学名：Limonium chrysocomum var. sedoides）为白花丹科补血草属下的一个变种。

## 扩展阅读
- 維基物種上的相關：矮簇补血草